# Pálmafalva
Pálmafalva (más néven Harikóc, szlovákul: Harichovce, németül: Palmesdorf/Halmsdorf) község Szlovákiában, a Kassai kerület Iglói járásában.

## Fekvése
Iglótól 2 km-re északra fekszik, az 533-as út mentén.

## Története
1268-ban „Baldmar” néven említik először, de valószínűleg már a 13. század elején keletkezett. Ekkor már templomos hely volt és a szepesi szászok városai közé számított. Nevét első soltészáról, Waldemárról kapta, aki németeket telepített ide. Lakói széles körű kiváltságokkal rendelkeztek, többségben szabad emberek voltak, választott bíró és városi tanács irányítása alá tartoztak. A szászoknak biztosított jogok alapján szabadon vadászhattak, halászhattak, ásványkincseikkel maguk rendelkeztek és nem tartoztak a szepesi ispánok uralma alá. Ezen kiváltságaikat 1271-ben V. István is megerősítette.
A települést „Palmesdorf” néven 1328-ban említik először. A 15. században már a Szepesi vár uradalmához tartozott. „Harykocz” néven először 1553-ban szerepel. 1554-ben „Hanikocz alias Palmesdorf” néven említik. Későbbi birtokosai a Szapolyaiak, a Thurzók és a Csákyak voltak. 1678-ban készült pecsétjén „+ SIGILLVM OPPIDI PALMENSIS” felirat látható. Régi gótikus temploma 1763-ban egy árvíz következtében súlyosan megrongálódott, ekkor épült fel helyette a mai templom. 1787-ben 70 házában 497 lakos élt.
A 18. század végén Vályi András így ír róla: „HARIKÓCZ. Harikovce. Tót, és német fálu Szepes Várm. földes Ura G. Csáky Uraság, lakosai katolikusok, fekszik Lőtséhez fél órányira, Blaumontág nevezetű Vendég fogadója is van, határja jó, vagyonnyai külömbfélék.”
1828-ban 76 háza és 410 lakosa volt.
Fényes Elek 1851-ben kiadott geográfiai szótárában így ír a faluról: „Harikocz, (Halmsdorf, Harilowce), tót falu, Szepes vmegyében, Lőcséhez 1/2 órányira az iglói utban; 516 kath., 21 evang. lak. Kat. paroch. templom. F. u. gr. Csáky Imre.”
A trianoni diktátumig Szepes vármegye Iglói járásához tartozott.

## Népessége
| Év:            | 1994. | 2004.    | 2014.   | 2024.   |
| -------------- | ----- | -------- | ------- | ------- |
| Emberek száma: | 1540  | 1723     | 1861    | 1891    |
| Eltérés:       |       | +11,88 % | +8,00 % | +1,61 % |

| Év:            | 2023. | 2024.   |
| -------------- | ----- | ------- |
| Emberek száma: | 1858  | 1891    |
| Eltérés:       |       | +1,77 % |

1910-ben 677, túlnyomórészt szlovák lakosa volt.
2001-ben 1679 lakosából 1659 szlovák volt.
2011-ben 1829 lakosából 1729 szlovák.

## Nevezetességei
- A Szeplőtelen Szűzanya tiszteletére szentelt római katolikus templomát 1763-1764-ben Csáky István és Anna költségén építették barokk stílusban. 1784-ben VI. Piusz pápa december 8-ára búcsút engedélyezett számára. Tornyát 1804-ben megújították, ekkor került elő egy 17. századi keresztábrázolás, melyet a főoltárra helyeztek.